# Solomon Gandz
Solomon Gandz (ur. 2 lutego 1883 w Tarnobrzegu, zm. 30 marca 1954 w Filadelfii) – żydowski historyk i matematyk.

## Życiorys
Studiował w Wiedniu matematykę, rabinistykę i semiotykę. W 1924 r. wyemigrował do Stanów Zjednoczonych. Wykładał m.in.: na University of Pennsylvania.

## Publikacje
- The invention of the decimal fractions and the application of the exponential calculus by Immanuel Bonfils of Tarascon (c. 1350), Isis 25 (1936), 16–45.